# Sifas

Mapa de las ciudades de la antigua Beocia. Sifas o Tifa se hallaba al sur, en la costa del golfo de Corinto.

Sifas o Tifa (griego antiguo Σῖφαι, latín, Siphae) fue una ciudad de Beocia meridional en la costa del Golfo de Corinto, situada al sudoeste de Tebas. Su gentilicio es «sifeos».  
En la época de Pausanias, los habitantes mostraban el lugar donde el Argo había anclado a la vuelta de su viaje. También menciona que había un templo de Heracles en el que tenía lugar una celebración religiosa anual y recoge la tradición que indicaba que era el lugar de procedencia de Tifis, el piloto de los argonautas. Es descrita como una población dependiente del territorio de Tespias por Tucídides, Apolonio de Rodas y Esteban de Bizancio. El Periplo de Pseudo-Escílax menciona su puerto. Es también nombrada por Tucídides en relación con la Batalla de Delio (424 a. C.), en el marco de la guerra arquidámica.
Sus restos se encuentran en el territorio de la actual población de Aliki.